# Qazim Laçi
Qazim Laçi (Peshkopi, 19 januari 1996) is een Albanese professionele voetballer die speelt als middenvelder voor de Tsjechische club Sparta Praag en het nationale team van Albanië, waarmee hij deelnam aan het EK 2024.

## Clubcarrière
Laçi is opgegroeid in Griekenland en begon zijn carrière bij Olympiakos Piraeus. In 2018 tekende Laçi bij het Frans AC Ajaccio en promoveerde met die club een paar jaar later naar de Ligue 1. Eind 2022 stapte hij over naar Sparta Praag, waar hij in zijn eerste volledige seizoen de dubbel won (zowel de competitie als de beker).

## Clubstatistieken
| Seizoen         | Club               | Competitie      | Duels | Goals |
| --------------- | ------------------ | --------------- | ----- | ----- |
| 2015/16         | Olympiakos Piraeus | Super League    | 0     | 0     |
| 2016/17         | → APOEL            | A Divizion      | 0     | 0     |
| 2016/17         | → Levadiakos       | Super League    | 10    | 0     |
| 2017/18         | AC Ajaccio         | Ligue 2         | 21    | 3     |
| 2018/19         | AC Ajaccio         | Ligue 2         | 19    | 0     |
| 2019/20         | AC Ajaccio         | Ligue 2         | 27    | 3     |
| 2020/21         | AC Ajaccio         | Ligue 2         | 36    | 1     |
| 2021/22         | AC Ajaccio         | Ligue 2         | 34    | 3     |
| 2022/23         | AC Ajaccio         | Ligue 1         | 9     | 0     |
| 2022/23         | Sparta Praag       | 1. Liga         | 17    | 0     |
| 2023/24         | Sparta Praag       | 1. Liga         | 27    | 1     |
| Carrière totaal | Carrière totaal    | Carrière totaal | 200   | 11    |

## Interlandcarrière
Laçi maakte zijn debuut in het Albanese nationale elftal in 2020 tegen Litouwen, nadat hij op verschillende jeugdniveaus al voor het land had gespeeld. Hij vertegenwoordigde zijn land op het EK voetbal 2024 en scoorde in de tweede groepswedstrijd van Albanië tegen Kroatië.
| Land    | Jaar   | Duels | Goals |
| ------- | ------ | ----- | ----- |
| Albanië | 2020   | 5     | 0     |
| Albanië | 2021   | 9     | 1     |
| Albanië | 2022   | 6     | 0     |
| Albanië | 2023   | 3     | 1     |
| Albanië | 2024   | 6     | 2     |
| Totaal  | Totaal | 29    | 4     |